# 社会貢献SNS
社会貢献SNS（Social Contribution SNS）。非営利団体スマイル財団がスタートさせたSNSで知られるようになった。亜細亜大学経営学部教授の重太みゆきによって日本印象行動学会で構想が発表された。スマイル財団での取り組みでは、スマイルドネーションという日本赤十字社への寄付を掛け合わせたスタイルのものである。SNSでは表現の自由という観点から、個人による誹謗中傷の発言があった場合、物議を醸すこともあるが。この社会貢献型SNSでは、Tweedia（ブルースター運動）というコメント機能がついており応援メッセージ以外は継続掲載されない仕組みである。リアル店舗などでチップを払いたくなったときに、キャッシュレス方式で、ドネーション（投げ銭）をすることができる構造であるが、この寄付は、紹介者の売り上げになるのではなく、全額が日本赤十字社の活動支援金になるという社会貢献ができるのも特色である。電子掲示板も併設され、なんらかの形で活動やサービスに賛同した場合に、ファンになった方が、寄付をおこなうというスタイルである。
2025年1月22日、重田みゆきによりこのシステムは「寄付管理サーバ」として特許取得された。（特許第7624189号）
プレイベントとして、2019年火災に見舞われた首里城の復興支援として、笑顔寄付・スマイルドネーションを実施しており、沖縄リウボウとM.snow Productuions社が主催し、首里城美術工芸品収集復元支援に１００万円以上の寄付が行われた。この時には寄付金を募る際に「現金」での募金箱スタイル。新型コロナウィルスの世界的蔓延により、スマイル財団の方針転換が行われた。

## 概説
基本的にはサービス業界の現場で従事する従業員を中心に「笑顔」で仕事をすることで、お客様よりサービスの対価の他、追加で日本赤十字社への寄付をもらうというものである。その寄付は、募金箱のほかキャッシュレスを中心にした新しいシステムを取り入れており、決済代行会社の手数料を除いて日本赤十字社の活動費として全額寄付されるものである。そこにコメント・写真投稿のSNS機能がある。

## 定義
海外文化であるTIP（チップ）を日本では「寄付」にしようという考え方。おもてなしの精神で評価を得たとき、災害の多い日本だから、それを「笑顔復興の社会貢献」につなげるという考え方である。

## 英語
Social Contribution SNS 基本的にこのような考え方は、海外でもSNSシステムとしては見当たらず、新しい日本発のおもてなし発想とも言える。